# Пьянковский сельсовет (Курганская область)
Пьянковский сельсовет — упразднённые административно-территориальная единица и муниципальное образование (сельское поселение) в Белозерском районе Курганской области.
Административный центр — село Пьянково.
9 января 2022 года сельсовет был упразднён в связи с преобразованием муниципального района в муниципальный округ.

## История
Пьянковский сельский Совет крестьянских, красноармейских и рабочих депутатов образован в 1919 году в Салтосарайской волости Курганского уезда.
Постановлениями ВЦИК от 3 и 12 ноября 1923 года в составе Курганского округа Уральской области РСФСР образован Чашинский район.
Постановлением ВЦИК от 1 января 1932 года Чашинский район упразднён, Пьянковский сельский Совет крестьянских, красноармейских и рабочих депутатов передан в Белозерский район, который 17 января 1934 года включён в состав Челябинской области.
Постановлением ВЦИК от 18 января 1935 года вновь образован Чашинский район, который 6 февраля 1943 года включён в состав Курганской области.
27 августа 1962 года Пьянковский сельский Совет депутатов трудящихся объединён с упразднённым Мендерским сельским Советом депутатов трудящихся.
1 февраля 1963 года Белозерский район упразднён, Пьянковский сельский Совет депутатов трудящихся включён в состав Каргапольского сельского района.
12 января 1965 года вновь образован Белозерский район.
В 1977 году переименован в Пьянковский сельский совет народных депутатов Белозерского района Курганской области.
В 1991 году переименован в Администрацию Пьянковского сельского совета Белозерского района Курганской области.
1 января 2004 года Администрация Пьянковского сельского совета реорганизована в муниципальное учреждение Администрация Пьянковского сельсовета на основании Устава муниципального образования Пьянковский сельсовет.
1 января 2006 года муниципальное учреждение Администрация Пьянковского сельсовета реорганизована в Администрацию Пьянковского сельсовета в соответствии с Федеральным законом от 6 октября 2003г. №131-ФЗ «Об общих принципах организации местного самоуправления в Российской Федерации».

## Население
| 1926 | 1989 | 2002 | 2004 | 2010 | 2012 | 2013 |
| ---- | ---- | ---- | ---- | ---- | ---- | ---- |
| 1638 | ↘666 | ↘515 | ↗527 | ↘329 | ↘315 | ↘298 |
| 2014 | 2015 | 2016 | 2017 | 2018 | 2019 | 2020 |
| ↘278 | ↘249 | ↘237 | ↘231 | ↘222 | ↘215 | ↘206 |

## Состав сельского поселения
| № | Населённый пункт | Тип населённого пункта       | Население |
| - | ---------------- | ---------------------------- | --------- |
| 1 | Малый Камаган    | деревня                      | ↘85       |
| 2 | Пьянково         | село, административный центр | ↘227      |

## Местное самоуправление
Администрация сельсовета
641345, Курганская область, Белозерский район, с. Пьянково, ул. Мира, 22.